# 블랙 데이지
블랙 데이지(Black Daisy)는 아일랜드의 3인조 음악 그룹이다. 유로비전 송 콘테스트 2009에서 시네이드 멀비와 함께 아일랜드 대표로 참가했다. 

## 구성원
- 레슬리앤 핼비 (Lesley-Ann Halvey)
- 아스타 밀레리에네 (Asta Millerienė)
- 니콜 빌링스 (Nicole Billings)

## 동영상
| 날짜       | 이름                   | 링크 |
| ---------- | ---------------------- | ---- |
| 2008년 2월 | Disturbing New Fashion |      |
| 2009년 3월 | Et Cetera              |      |